# سرسور (سادات محمودي)
سرسور (بالفارسية: سرسور) هي قرية تقع في إيران في قسم سادات محمودي الريفي. يقدر عدد سكانها بـ 47 نسمة بحسب إحصاء 2016.